# 270
270 (CCLXX) var ett normalår som började en lördag i den julianska kalendern.

## Händelser

### Okänt datum
- Quintillus härskar en kort tid över Romarriket, men efterträds snart av Aurelianus.
- Vandaler och sarmatier drivs ut ur Romarriket.
- Romarna lämnar Utrecht efter att germanska folk har invaderat området.
- Krisen under 200-talet. Romarriket drabbas av ekonomisk kris. På grund av imperiets delningar, invasioner och statskupper, plundrandet av landsbygden och städerna av invasionsstyrkor, minskar jordbruks- och industriproduktionen väsentligt och gruvor ligger oanvända. En pengakris tillstöter, vilket ger upphov till upp till 1 000 procents inflation i vissa delar av riket.

## Födda
- 20 november – Maximinus Daia, romersk kejsare
- Nikolaus, romersk präst och senare biskop (född omkring detta år)
- Rabbah bar Nahmani, babylonisk amora

## Avlidna
- Januari – Claudius II Gothicus, romersk kejsare sedan 268 (pesten)
- Quintillus, romersk kejsare sedan januari detta år (självmord eller mördad)
- Plotinus, neoplatonismens viktigaste företrädare
- Jingu, möjligen legendarisk kejsarinna av Japan